# 1 Kompania Średzka
1 Ochotnicza Kompania Średzka, 1 Kompania Średzka – ochotnicza kompania piechoty biorąca udział w powstaniu wielkopolskim; najsłynniejsza jednostka ze Środy Wielkopolskiej z okresu tego powstania. 1 Kompania Średzka została sformowana 28 grudnia 1918 roku, do 1 kwietnia brała udział w powstańczych walkach m.in. pod Zbąszyniem, na jednym z najtrudniejszych odcinków frontu. 1 Kompanii średzkiej nie należy utożsamiać z 1 Kompanią Baonu średzkiego; są to dwie różne jednostki a 1 Kompania średzka nigdy nie weszła w skład Baonu średzkiego.

## Sztandar
Cały sztandar koloru amarantowego;na obu stronach znajduje się orzeł biały w koronie. Z jednej strony pod orłem widnieje napis "1 Kompania Średzka" (1. Komp. Średzka.), z drugiej "Boże błogosław nam".
Sztandar ten został ofiarowany przez matkę średzkiego kupca bławatnego Adama Woźnego.
Obecnie sztandar znajduje się w Wielkopolskim Muzeum Wojskowym w Poznaniu.